# Aggregazione di storia e geografia
L'aggregazione di storia e geografia è una competizione pubblica di istruzione secondaria francese - volta a reclutare insegnanti di storia-geografia - esistita dal 1831 al 1943 come competizione maschile esterna, dal 1895 al 1975 come competizione femminile esterna (sotto vari nomi), e dal 1986 come competizione interna mista.
L'aggregazione di storia e di geografia fu riservata agli uomini fino al 1924, poi di nuovo dopo il 1937, dato che dal 1895 esisteva una sezione storica dell'aggregazione femminile. Selettivo e prestigioso, da quel momento il concorso era spesso necessario per insegnare all'università in via ufficiosa. L'aggregazione di storia e geografia scompare dopo il 1943 per lasciare il passo dopo il 1944 a un'aggregazione di storia maschile e un'aggregazione di geografia femminile. L'aggregazione femminile prese il nome dell'aggregazione femminile di storia e geografia negli anni '50 e scomparve nel 1975 con l'assimilazione dei concorsi di reclutamento nell'istruzione.
Nel 1986, l'aggregazione di storia e geografia riapparve con la creazione di aggregazioni interne, riservate ai dipendenti pubblici, in genere insegnanti in possesso di un CAPES.